# Louis de Beaumont de la Forêt
Pour les articles homonymes, voir Beaumont.
Louis de Beaumont de La Forêt (né à La Forêt-sur-Sèvre en 1446 et mort à Paris 5 juillet 1492)  est un ecclésiastique qui fut évêque de Paris de 1472 à sa mort.

## Biographie
Louis de Beaumont est issu d'un famille originaire du Poitou. Il est le fils de Louis II de Beaumont-Bressuire et de Jeanne Jousseaume, Dame de La Forêt et de Commequiers. Il a un frère ainé Thibaud et une sœur Catherine qui épouse Eustache (1440-1504), seigneur du Bellay. 
Il exerce la charge de chambellan des rois Charles VII et Louis XI avant de devenir chancelier de Notre-Dame de Paris. 
Il est nommé évêque de Paris par le Roi et confirmé par le pape Sixte IV le 7 décembre 1473. Il ne semble pourtant pas avoir exercé ses fonctions épiscopales jusqu'en 1482. En 1493, il autorise l'établissement du couvent des Minimes de Nigeon.
Le 23 juin 1485 il refuse de participer au Synode provincial réuni par l'archevêque  de Sens Tristan de Salazar qui l'excommunie et ne lève la sanction que le 15  décembre. 
En 1490 il est pourvu en commende de l'abbaye de Saint-Laon de Thouars et meurt de maladie en 1492. 
Il est inhumé dans la cathédrale Notre-Dame de Paris.